# إيبوراهيما بالدي
إيبوراهيما بالدي (Ibourahima Baldé) (مواليد 23 مارس 1999) هو لاعب كرة قدم إسباني.